# Dzieci pana Astronoma
Dzieci pana Astronoma – książka dla dzieci (wierszowe opowiadanie) autorstwa Wandy Chotomskiej, wydana w 1971 (inne wydania m.in. 2014).
Bohaterami są tytułowe dzieci, bliźnięta o imionach: Teleskopka i Teleskopek. Od swojego taty, Astronoma, uczą się podstaw astronomii.
Książka stała się lekturą szkolną (jedną z pozycji rekomendowanych) dla klasy III po reformie szkolnictwa i modyfikacji listy lektur w połowie lat 80. i była nią do 1999 r.
Według Lucyny Smółki, utwór jest zabawny i równocześnie ma „olbrzymie wartości poznawcze” dla dzieci, podając w sposób przystępny różne informacje z zakresu astronomii. Smółka uznała go za jeden z najbardziej poczytnych tekstów Chotomskiej.